# Yogh
Slovo yogh (Ȝ ȝ  ; škotski: yoch, srednjoengleski: ȝogh) bilo je u uporabi u srednjoengleskom i starijem škotskom i predstavljalo je y (/j/) i različite stražnjonepčane foneme. Izveden je iz insularnog oblika slova g.
U srednjoengleskom pisanju, došlo je do neraspoznatljive razlike repatog z i yogha.
U srednjem škotskom, slovo yogh često se brkalo s kurzivnim „z”, zbog čega su se ranoškotski tiskari često služili tim slovom kad im yogh nije bio dostupan. Za posljedicu neke riječi lallanskoga škotskog imaju slovo „z” na mjestu yogha.
Yogh je oblika slično arapskog broja tri (3), koji je ponekad supstituiran za slovo u mrežnim referentnim radovima. Postoji konfuzija o slovu u literaturi, jer u to je vrijeme zapisivanje engleskoga iznimno variralo zbog manjka standardizacije. Velika i mala slova (Ȝ, ȝ) predstavljeni su u Unikodu kodnim točkama U+021C Ȝ LATIN CAPITAL LETTER YOGH (HTML &# 540;) i U+021D ȝ LATIN SMALL LETTER YOGH (HTML &# 541;) zasebno.
Anglosaska runa gyfu ( ᚷ ) transliterirana je znakom ȝ.

## Primjeri
Primjeri srednjoengleskih riječi s yoghom.
| - niȝt ("night") - yȝe ("eye") - ȝha ("yea") - yhalȝed ("hallowed") - ȝhat ("gate") - ȝhe(i)d(e) (past tense od "go", koji je u srednjoeng. često "yede") - yȝ(e/i)ld(e), yȝened (past participle od "yield" i "yean") - yherber(e)ȝed ("harboured") - ȝhere ("ear") | - yhyȝed ("hied, hastened") - ȝiefte ("gift") - ȝif ("if") - ȝise ("yes") - ȝista(i/y) ("yesterday") - ȝister- ("yester-") - ȝit(e) ("yet") - ȝive ("give" ili "if") - wrouȝte ("wrought") |

## Vanjske poveznice
- Everson, Michael. On the derivation of Yogh and Ezh (essay). Standards. Evertype
- Why is Menzies pronounced Mingis?. BBC News. The BBC. UK. 10. siječnja 2006. Pristupljeno 12. rujna 2018..